# Confluenza Po - Varaita
Confluenza Po - Varaita este o arie protejată (arie specială de conservare — SAC, sit de importanță comunitară — SCI) din Italia întinsă pe o suprafață de 171 ha, integral pe uscat.

## Localizare
Centrul sitului Confluenza Po - Varaita este situat la coordonatele 44°49′12″N 7°35′49″E / 44.82°N 7.597°E.

## Înființare
Situl Confluenza Po - Varaita a fost declarat sit de importanță comunitară în septembrie 1995 pentru a proteja 19 specii de animale. Situl a fost protejat și ca arie specială de conservare în februarie 2017.

## Biodiversitate
Situată în ecoregiunea continentală, aria protejată conține 2 habitate naturale: Păduri aluvionare cu Alnus glutinosa și Fraxinus excelsior (Alno-Padion, Alnion incanae, Salicion albae), Cursuri de apă de la nivel de câmpie la nivel montan, cu vegetație Ranunculion fluitantis și Callitricho-Batrachion.
La baza desemnării sitului se află mai multe specii protejate:
- păsări (9): pescăruș albastru (Alcedo atthis), egretă mare (Ardea alba), stârc roșu (Ardea purpurea), chirighiță neagră (Chlidonias niger), egretă mică (Egretta garzetta), piciorong (Himantopus himantopus), sfrâncioc roșiatic (Lanius collurio), stârc de noapte (Nycticorax nycticorax), chiră de baltă (Sterna hirundo)
- amfibieni (1): Rana latastei
- pești (9): Barbus caninus, Barbus plebejus, Cobitis bilineata, zglăvoacă (Cottus gobio), Lethenteron zanandreai, Protochondrostoma genei, Sabanejewia larvata, Salmo marmoratus, Telestes muticellus

Pe lângă speciile protejate, pe teritoriul sitului au mai fost identificate 4 specii de amfibieni, 2 specii de pești, 2 specii de reptile.